# NGC 6778
NGC 6778 là tên của một tinh vân hành tinh nằm trong chòm sao ở vùng xích đạo tên là Thiên Ưng. Khoảng cách của nó với chúng ta là khoảng xấp xỉ 10300 năm ánh sáng. Nó nằm ở vị trí của phía 5 độ trên cung tròn theo hướng nam-tây nam của ngôi sao Delta Aquilae. Tinh vân hành tinh này được nhà phát hiện bởi nhà thiên văn học người Đức Albert Marth phát hiện trong khoảng thời gian 1863 đến 1865. Nhà thiên văn học người Anh gốc Đức William Herschel đã biên mục nhầm nó là NGC 6785 vì không có thiên thể nào được quan sát thấy tại tọa độ đã ghi nhận. Trong danh sách thiên thể NGC, tinh vân này được mô tả là "một cái đĩa nhỏ, dài, mập mờ".
Tâm của tinh vân này có chứa một hệ sao đôi với chu kì quỹ đạo của nó là chỉ 3,68 giờ, do đó nó là một trong những hệ sao đôi nằm trong tinh vân có chu kì ngắn nhất từng được biết đến. Trạng thái gần với nhau như vậy là một minh chứng mạnh mẽ cho việc chúng đã vượt qua trường khí gas bao bọc nó vào thời gian đầu của sự tiến hóa sao. Ngôi sao thứ nhất của hệ này có khối lượng xấp xỉ 0,6 lần khối lượng mặt trời còn ngôi sao thứ 2 thì là một sao lùn đỏ có khối lượng là 0,3 lần khối lượng mặt trời và [[bán trục lớn của nó là chỉ 0,005 đơn vị thiên văn.

## Dữ liệu hiện tại
Theo như quan sát, đây là tinh vân nằm trong chòm sao Thiên Ưng và dưới đây là một số dữ liệu khác:
Xích kinh 19h 18m 25.0s
Độ nghiêng −01° 35′ 47″
Cấp sao biểu kiến 11.9
Bán kính biểu kiến 8,5'